# Ilex pingnanensis
Ilex pingnanensis är en järneksväxtart som beskrevs av Shiu Ying Hu. Ilex pingnanensis ingår i släktet järnekar, och familjen järneksväxter. Inga underarter finns listade i Catalogue of Life.